# Euryopis levii
Euryopis levii är en spindelart som beskrevs av Stefan Heimer 1987. Euryopis levii ingår i släktet Euryopis och familjen klotspindlar.
Artens utbredningsområde är Mongoliet. Inga underarter finns listade i Catalogue of Life.